# Почуйки (Житомирская область)
Почу́йки (укр. Почуйки) — село на Украине, основано в 1746 году, находится в Житомирском
районе Житомирской области.
Код КОАТУУ — 1824785501. Население по переписи 2001 года составляет 794 человека. Почтовый индекс — 13534. Телефонный код — 4137. Занимает площадь 6,271 км².

## Интересные факты
На территории села археологами были найдены признаки цивилизации, существовавшей ещё до времён Киевской Руси.

## Адрес местного совета
13534, Житомирская область, Попельнянский р-н, с. Почуйки, ул. Ленина, 1